# Bizzarrini Kjara
La Bizzarrini Kjara è una concept car realizzata dall'azienda italiana Bizzarrini ed esposta nel 2000 al Salone di Torino.

## Caratteristiche
Il progetto relativo alla Kjara risale al 1997, quando la Bizzarrini decise di realizzare una vettura ibrida di intonazione sportiva. All'epoca la trazione ibrida era ancora in fase embrionale e, a parte la Toyota, con la prima generazione della sua Prius, non esistevano modelli prodotti in serie. L'idea era quella di diffondere il concetto che una trazione ibrida poteva essere abbinata anche ad una vettura sportiva. Per la progettazione, la piccola azienda si avvalse del prezioso apporto di alcuni ricercatori dell'Università La Sapienza di Roma, tra cui Leone Martellucci, classe 1967 e ricercatore universitario già dal 1996. Il risultato fu esposto al Salone di Torino del 2000.

Il prototipo era caratterizzato dal corpo vettura di tipo barchetta, con un frontale basso, affilato e caratterizzato dagli ampi gruppi ottici scuri dal disegno avvolgente. Sempre frontalmente si notano le due piccole prese d'aria, un richiamo alla famosa Bizzarrini 5300 GT di metà anni sessanta, nonché alla P538S impiegata nelle competizioni. Lungo la fiancata spiccano le ampie prese d'aria alettate e sopra la linea di cintura sporgono appena il piccolo parabrezza e i due roll-bar in acciaio. Posteriormente è possibile notare invece il cofano motore con 15 prese d'aria di forma triangolare per il raffreddamento del motore. Triangolari sono anche i gruppi ottici posteriori con plastiche trasparenti e maschera nera. L'intera scocca era realizzata in fibra di carbonio e compositi, ed era fissata ad un telaio di tipo tubolare, ma che utilizzava anch'esso il carbonio.
Per quanto riguarda la meccanica, la Kjara montava un motore diesel in posizione posteriore centrale. Tale motore, che agiva direttamente sul retrotreno, era il 5 cilindri da 2387 cm³ già montato in quegli anni sulla Lancia K e su altri modelli del Gruppo Fiat. All'avantreno era invece collegato un motore elettrico da 40 kW, motore alimentato da una serie di batterie in grado di autogestirsi nel caso una di esse manifesti carenze di funzionamento.
La Kjara può funzionare solamente con la spinta del motore termico, e quindi a trazione posteriore, oppure con il solo motore elettrico, perciò a trazione anteriore e ad emissioni pari a zero, o ancora con l'azione combinata dei due propulsori, il che permette di realizzare la trazione integrale.